# Jack Downham
Jack Downham (* 19. September 2001 in Leeds) ist ein britischer Schauspieler.

## Leben und Karriere
Downham wurde am 19. September 2001 in Leeds geboren. Er und seine ältere Schwester wuchsen zusammen mit ihrer alleinerziehenden Mutter auf. Sein Debüt gab er 2009 in der Serie Heartbeat. Seit 2009 verkörpert er Noah Dingle in der Serie Emmerdale. Außerdem trat er 2010 die Rolle des jungen Robin Hood im Film Robin Hood auf. Im selben Jahr spielte er in dem Direct-to-Video-Film Emmerdale: The Dingles – For Richer for Poorer erneut die Rolle des Noah Dingle.

## Filmografie
- 2009: Heartbeat
- seit 2009: Emmerdale
- 2010: Robin Hood
- 2010: Emmerdale: The Dingles - For Richer for Poorer